# 朝日丘站
朝日丘站（日语：／ Asahigaoka eki */?）是位於島根縣松江市古曾志町，一畑電車北松江線的車站。車站編號為20。此站是島根縣最北車站。

## 歷史
- 1988年（昭和63年）4月1日 - 車站啟用。
- 2006年（平成18年）4月1日 - 一畑電氣鐵道把鐵路業務分拆成為獨立的全資子公司一畑電車，此站由一畑電車繼承。
- 2021年（令和3年）10月1日 - 當日整日成為無人車站[1]。

## 車站構造
車站是一座地面車站，設有1面1線的單式月台。前往松江方向的列車會開啟左邊車門。此站是無人車站。曾經於平日7:24～8:40和17:45～19:03設有職員當值（但是學校長假期除外）。

## 車站周邊
- 松江市立湖北中學（日语：松江市立湖北中学校）
- 島根縣東部駕照中心
- 朝日丘團地
- 古墳之丘古曾志公園
- 丹花庵古墳
- 宍道湖
- 國道431號（日语：国道431号）

## 使用狀況
根據「島根縣統計書」，以下為近年一日平均乘車人次列表。
| 年度   | 1日平均 乘車人次 | 1日平均 上下車人次 |
| ------ | ---------------- | ------------------ |
| 1999年 | 247              | 477                |
| 2000年 | 260              | 525                |
| 2001年 | 232              | 462                |
| 2002年 | 67               | 136                |
| 2003年 | 115              | 200                |
| 2004年 | 86               | 141                |
| 2005年 | 229              | 428                |
| 2006年 | 225              | 410                |
| 2007年 | 161              | 361                |
| 2008年 | 179              | 373                |
| 2009年 | 133              | 303                |
| 2010年 | 121              | 277                |
| 2011年 | 134              | 282                |
| 2012年 | 132              | 283                |
| 2013年 | 142              | 314                |
| 2014年 | 105              | 232                |
| 2015年 | 113              | 236                |
| 2016年 | 100              | 216                |
| 2017年 | 104              | 222                |
| 2018年 | 85               | 198                |

## 相鄰車站
一畑電車
北松江線
■特急「Super Liner」、■急行「出雲大社號」
通過
■急行（平日早上和黃昏只有上行班次）
秋鹿町（18）←朝日丘（20）←松江英式花園前（21）
■普通
長江（19）－朝日丘（20）－松江英式花園前（21）

## 注腳
1. ↑   (新闻稿). 一畑電鉄. 2021-09-16  [2021-09-17]. （原始内容存档于2021-09-17） （日语）.
2. ↑  一畑電車公式サイト 路線・駅のご案内 （页面存档备份，存于）（日語）
3. ↑  島根縣統計書

## 外部連結
- 20.朝日丘 | 停車站資訊 （页面存档备份，存于）（日語） - 一畑電車